# (469610) 2004 HF79
(469610) 2004 HF79 est un objet transneptunien binaire faisant partie des cubewanos, de magnitude absolue 6,5 découvert par Brett James Gladman en 2004. Il fait environ 188 km de diamètre, un satellite d'environ 153 km a été découvert en 2019, ils orbitent à 3 820 ± 50 km l'un de l'autre,.